# Nikolai Shikov
Nikolai Nikolayevich Shikov (tiếng Nga: Николай Николаевич Шиков; sinh ngày 31 tháng 10 năm 1987) là một cầu thủ bóng đá người Nga. Anh thi đấu cho FC Pskov-747.